# Уильямсон, Марианна
Марианна Дебора Уильямсон (англ. Marianne Deborah Williamson; род. 8 июля 1952, Хьюстон, Техас) — американская писательница и политик. Свои книги пишет в жанре нью-эйдж и self-help. Опубликовала 11 книг, 4 из которых стали бестселлерами № 1 по версии The New York Times. Её книги разошлись более чем в 300 тыс. экземплярах.

## Биография

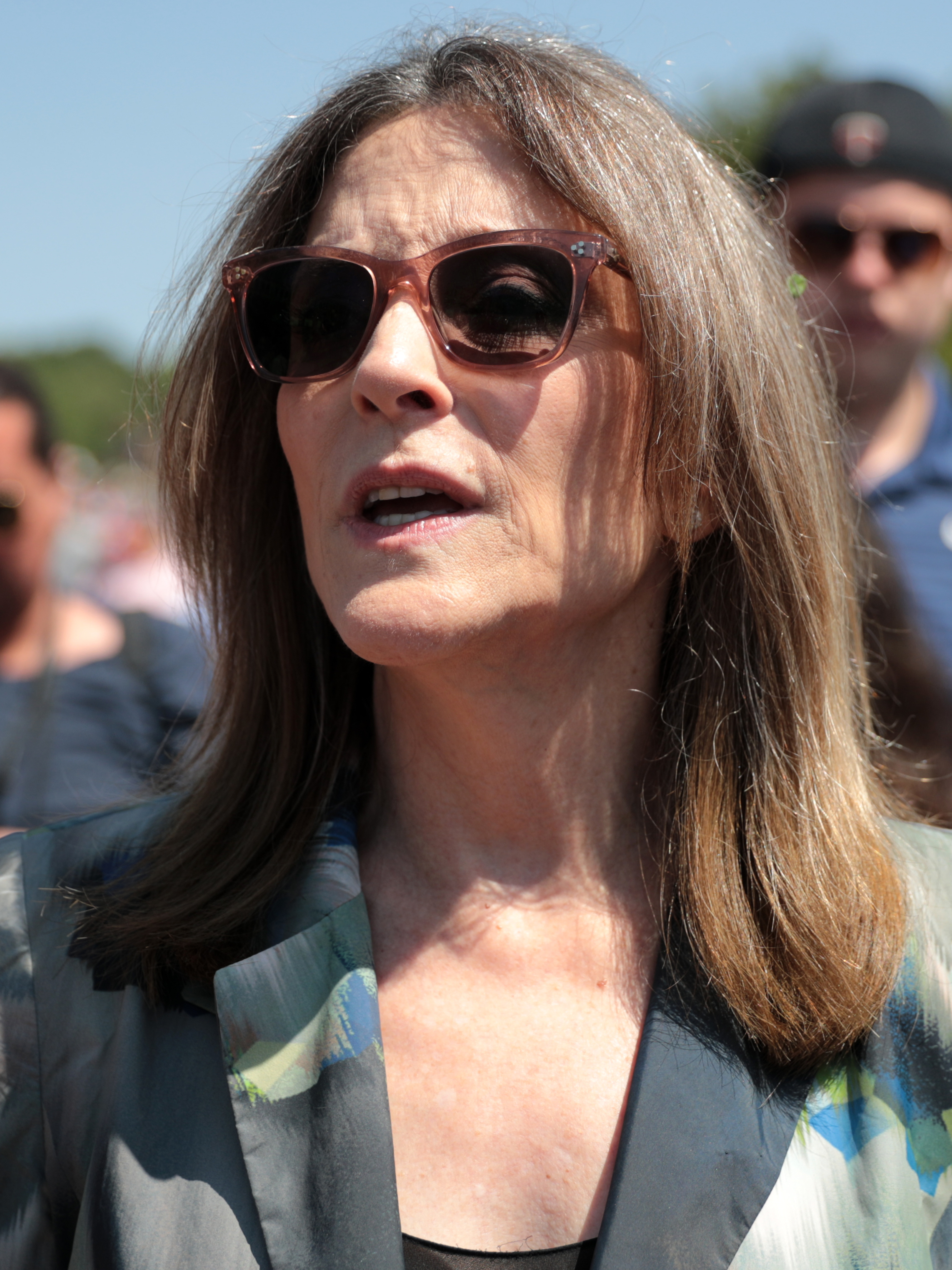
2019 год

Родилась в еврейской семье юриста и домохозяйки, младшая из их трёх детей.
В 13 лет отец взял её во Вьетнам, чтобы она «увидела военно-промышленную машину» в действии.
«Я выросла в политическо-ориентированной среде, еврейской семье, которая была очень интегрирована в жизнь общины. Поэтому для меня было естественно осознавать, что моя работа ничего не значит, если на каком-то уровне я не сопереживаю тому, что „где-то голодают дети“», — вспоминала М. Уильямсон.
Окончив школу в родном городе, она два года училась театральному искусству и философии в Помона-колледже (Pomona College) в Клермонте, Калифорния. Затем она отправилась в Нью-Йорк делать карьеру певицы. Уильямсон называет себя «дитём поколения 1960-х»: «Это было замечательное время, было много восточных религий, в которые люди начали обращаться».
В 1979 году вернулась в родной город.
В 1977 году (по другим данным — в 1983 году) она начала вести свой психологический тренинг-курс «Курс Чудес», который она называет основанным «на всеобщих духовных тематиках», «программой самообучения и самопознания», а также «курсом обучения прощению», на основе которого выйдет её первая книга «Возвращение к любви» (1992).
Джин Ландрам в книге «Тринадцать женщин, которые изменили мир» пишет, что популярностью своей первой книги «Возвращение к любви» (1992) Уильямсон обязана своим появлением в телешоу О. Уинфри в феврале того года, после чего в течение чуть более недели разошёлся весь тираж книги. Уильямсон близка с О. Уинфри.
В 1990 году у неё родилась дочь, отца которой Уильямсон отказывается назвать и обсуждать, решив вырастить её в одиночку как «незамужняя еврейская мать».
В 2014 году Уильямсон участвовала в выборах в Палату представителей США в округе в Калифорнии, заняла 4-е место с 12,9 % голосов.
Участница многих благотворительных проектов и программ, в том числе связанных с больными СПИДом.
Автор книг «Возвращение к любви», «Исцелить душу Америки», «Ценность женщины», «Иллюмината» («Просветленная», посвящ. молитвам и медитации), «Благодать повседневной жизни», «Дар перемен» и «Век чудес», «Магическая любовь: таинственная сила близких отношений» и других.
Репортёр «Нью-Йорк Таймс» Марк Лейбович (Mark Leibovich) назвал её «гуру самопомощи» («self-help guru»).
Цитаты
- «Я изучаю сравнение религий и восхищена основными принципами Вселенной её магическими принципами. Это то, о чём я пишу и то на чём сконцентрирована моя работа»[9].
- «Когда я держу в руках ребёнка, легко вижу его невинность и чистоту. После того как человек уже прожил какое-то время в этом мире, он уже не так чист и невинен. И способность увидеть первоначальную чистоту и невинность человека и есть способность его возродить»[9].